# Episodi di Assassination Classroom
Questa è la lista degli episodi dell'anime Assassination Classroom.
Durante il Jump Super Anime Festa del 2013 è stato proiettato uno special di 30 minuti chiamato Ansatsu kyōshitsu: Shūgaku ryokō-hen, diretto da Keiji Gotoh per lo studio di animazione Brain's Base; lo special è stato poi inserito in un DVD venduto insieme all'edizione speciale del settimo volume del manga. Un secondo special è stato proiettato durante il Jump Festa nel 2014 che racconta una storia inedita non mostrata nel manga, questo special viene chiamato anche episodio 0.
Nel numero di luglio di Comic News di Shūeisha è stata annunciata la trasposizione animata del manga che è andata in onda su Fuji TV il venerdì notte dal 9 gennaio al 19 giugno 2015. L'adattamento è stato realizzato dallo studio Lerche, con Seiji Kishi come direttore e con doppiatori differenti rispetto all'episodio speciale mandato in onda durante il Jump Festa 2013. In Italia, la serie è andata in onda a partire dal 9 novembre 2015 su Man-ga. Una seconda serie, che ha avuto lo stesso staff, è andata in onda dal 7 gennaio al 30 giugno 2016.
Il 18 novembre 2021 Yamato Video ha annunciato il doppiaggio italiano della serie. La prima stagione è stata pubblicata dal 7 gennaio al 18 marzo 2022 sul canale Anime Generation di Prime Video. La seconda stagione è stata invece pubblicata dal 1º aprile al 24 giugno 2022.

## Lista episodi

### Prima stagione
| Nº | Titolo italiano Giapponese 「Kanji」 - Rōmaji | In onda          | In onda          |
| Nº | Titolo italiano Giapponese 「Kanji」 - Rōmaji | Giapponese       | Italiano         |
| 1  | L'ora di assassinio 「暗殺の時間」 - Ansatsu no jikan | 9 gennaio 2015   | 7 gennaio 2022   |
| 1  | Dopo aver distrutto parte della Luna e aver minacciato di distruggere la Terra, uno strano essere giallo dotato di tentacoli decide di diventare insegnante nella classe 3-E della scuola media Kunugigaoka. Il governo giapponese, completamente impotente, accetta la proposta del mostro a patto che gli studenti restino incolumi. Agli alunni è concesso invece di tentare di uccidere il loro insegnante con ogni mezzo a disposizione. I ragazzi sono aiutati anche da un dipendente del ministero della difesa: il professor Karasuma. Tre studenti obbligano Nagisa Shiota ad indossare una granata e ad attaccare l'obiettivo. L'attacco suicida non riesce perché il professore effettua una muta e con la sua pelle protegge il ragazzo. Al termine della giornata, una studentessa propone "Korosensei" come nome per l'insegnante. |                  |                  |
| 2  | L'ora di baseball 「野球の時間」 - Yakyū no jikan | 16 gennaio 2015  | 7 gennaio 2022   |
| 3  | L'ora di Karma 「カルマの時間」 - Karuma no jikan | 30 gennaio 2015  | 14 gennaio 2022  |
| 3  | Karma Akabane rientra dal periodo di sospensione e, nonostante i suoi voti brillanti, viene spostato nella sezione E a causa del suo caratteraccio. Egli inizia fin da subito a cercare di uccidere Korosensei e riesce a ferirlo a un tentacolo. Successivamente si butta giù da una rupe in modo che se Korosensei fosse andato a salvarlo gli avrebbe sparato e se invece lo avesse lasciato morire sarebbe morto come insegnante. Korosensei riesce comunque a salvarlo usando i suoi tentacoli per costruire una rete su cui Karma cade. |                  |                  |
| 4  | L'ora di crescere 「大人の時間」 - Otona no jikan | 6 febbraio 2015  | 14 gennaio 2022  |
| 4  | Nella sezione E arriva una nuova insegnante di inglese: Irina Jelavic. La donna è un'assassina esperta che sfrutta l'arma della seduzione per colpire le sue vittime. |                  |                  |
| 5  | L'ora dell'assemblea 「集会の時間」 - Shūkai no jikan | 13 febbraio 2015 | 21 gennaio 2022  |
| 6  | L'ora della verifica 「テストの時間」 - Tesuto no jikan | 20 febbraio 2015 | 21 gennaio 2022  |
| 7  | L'ora della gita scolastica - parte 1 「修学旅行の時間・1時間目」 - Shūgakuryokō no jikan· ichi-jikan-me | 27 febbraio 2015 | 28 gennaio 2022  |
| 7  | Terminati gli esami di metà anno, i ragazzi della sezione E si recano in gita a Kyoto. |                  |                  |
| 8  | L'ora della gita scolastica - parte 2 「修学旅行の時間・2時間目」 - Shūgakuryokō no jikan· ni-jikan-me | 6 marzo 2015     | 28 gennaio 2022  |
| 9  | L'ora dello studente trasferito 「転校生の時間」 - Tenkōsei no jikan | 13 marzo 2015    | 4 febbraio 2022  |
| 10 | L'ora di LR 「LRの時間」 - LR no jikan | 20 marzo 2015    | 4 febbraio 2022  |
| 11 | L'ora dello studente trasferito - parte 2 「転校生の時間・2時間目」 - Tenkōsei no jikan ni-jikan-me | 27 marzo 2015    | 11 febbraio 2022 |
| 12 | L'ora del torneo di baseball 「球技大会の時間」 - Kyūgi taikai no jikan | 10 aprile 2015   | 11 febbraio 2022 |
| 13 | L'ora del talento 「才能の時間」 - Sainō no jikan | 17 aprile 2015   | 18 febbraio 2022 |
| 13 | Arriva un nuovo insegnante di educazione fisica per la sezione E: Akira Takaoka. L'uomo inizialmente si dimostra amichevole, ma ben presto i ragazzi scoprono di avere a che fare con una persona particolarmente violenta. Il nuovo professore vuole dimostrare che le sue tecniche sono più efficaci di quelle di Karasuma. Quando gli insegnanti intervengono per placare le azioni di violenza, Takaoka propone una scommessa: se uno studente armato di coltello riuscirà a colpirlo, lui ammetterà la sua sconfitta e la superiorità delle tecniche di insegnamento di Karasuma. Quest'ultimo chiede a Nagisa di lottare contro Takaoka e il ragazzo, dimostrando un'inaspettata propensione per l'assassinio, riesce a vincere. |                  |                  |
| 14 | L'ora della visione 「ビジョンの時間」 - Bijon no jikan | 24 aprile 2015   | 18 febbraio 2022 |
| 14 | Korosensei si dimostra particolarmente attento alle esigenze e alla sicurezza della sua classe. I ragazzi si relazionano in modo amichevole con l'insegnante, ma questo sembra irritare particolarmente Terasaka che reputa incredibile il fatto che i compagni siano felici di avere un mostro come docente. Si scopre poi che Terasaka ha fatto un patto con il tutore di Itona per effettuare dei test che non insospettiscano Korosensei. Il giorno successivo Itona entra in azione mettendo in pericolo l'incolumità dei ragazzi e forzando l'intervento di Korosensei. Akabane interviene e, coordinando i compagni, riesce ad infliggere ad Itona gli stessi danni provocati a Korosensei. |                  |                  |
| 15 | L'ora della fine del semestre 「期末の時間」 - Kimatsu no jikan | 1º maggio 2015   | 25 febbraio 2022 |
| 15 | Korosensei promette di recidere un suo tentacolo in proporzione a quanti studenti riusciranno a raggiungere un determinato obiettivo durante gli esami di fine semestre. La perdita degli arti può causare una riduzione di velocità in Korosensei. |                  |                  |
| 16 | L'ora della fine della scuola - parte 1 「終業の時間・1学期」 - Shūgyō no jikan ichi-gakki | 8 maggio 2015    | 25 febbraio 2022 |
| 17 | L'ora dell'isola 「島の時間」 - Shima no jikan | 15 maggio 2015   | 4 marzo 2022     |
| 18 | L'ora dell'azione 「決行の時間」 - Kekkō no jikan | 22 maggio 2015   | 4 marzo 2022     |
| 19 | L'ora del pandemonio 「伏魔の時間」 - Fukuma no jikan | 29 maggio 2015   | 11 marzo 2022    |
| 20 | L'ora di Karma - parte 2 「カルマの時間・2時間目」 - Karuma no jikan: ni-jikan-me | 5 giugno 2015    | 11 marzo 2022    |
| 21 | L'ora di Takaoka 「鷹岡の時間」 - Takaoka no jikan | 12 giugno 2015   | 18 marzo 2022    |
| 22 | L'ora di Nagisa 「渚の時間」 - Nagisa no jikan | 19 giugno 2015   | 18 marzo 2022    |

### Seconda stagione
| Nº | Titolo italiano Giapponese 「Kanji」 - Rōmaji                                            | In onda          | In onda        |
| Nº | Titolo italiano Giapponese 「Kanji」 - Rōmaji                                            | Giapponese       | Italiano       |
| 23 | L'ora del festival estivo 「夏祭りの時間」 - Natsumatsuri no jikan                       | 7 gennaio 2016   | 1º aprile 2022 |
| 24 | L'ora di Kaede 「カエデの時間」 - Kaede no jikan                                         | 14 gennaio 2016  | 1º aprile 2022 |
| 25 | L'ora di Horibe Itona 「堀部糸成の時間」 - Horibe Itona no jikan                         | 21 gennaio 2016  | 8 aprile 2022  |
| 26 | L'ora di tessitura 「紡ぐ時間」 - Tsumugu jikan                                          | 28 gennaio 2016  | 8 aprile 2022  |
| 27 | L'ora del leader 「リーダーの時間」 - Rīdā no jikan                                      | 4 febbraio 2016  | 15 aprile 2022 |
| 28 | L'ora di before e after 「ビフォーアフターの時間」 - Bifō afutā no jikan                 | 11 febbraio 2016 | 15 aprile 2022 |
| 29 | L'ora del dio della morte (Prima parte) 「死神の時間 前編」 - Shinigami no jikan zenpen  | 18 febbraio 2016 | 22 aprile 2022 |
| 30 | L'ora del dio della morte (Seconda parte) 「死神の時間 後編」 - Shinigami no jikan kōhen | 25 febbraio 2016 | 22 aprile 2022 |
| 31 | L'ora della seconda partita 「2周目の時間」 - 2-Shū-me no Jikan                          | 3 marzo 2016     | 29 aprile 2022 |
| 32 | L'ora della festa dell'istituto 「学園祭の時間」 - Gakuen-sai no Jikan                   | 10 marzo 2016    | 29 aprile 2022 |
| 33 | L'ora della fine del semestre 「期末の時間 2時間目」 - Kimatsu no Jikan Ni-jikan-me      | 17 marzo 2016    | 6 maggio 2022  |
| 34 | L'ora dello spazio 「空間の時間」 - Kūkan no Jikan                                       | 24 marzo 2016    | 6 maggio 2022  |
| 35 | L'ora di lasciar vivere 「生かす時間」 - Ikasu Jikan                                     | 31 marzo 2016    | 13 maggio 2022 |
| 36 | L'ora della vera identità 「正体の時間」 - Shōtai no Jikan                               | 7 aprile 2016    | 13 maggio 2022 |
| 37 | L'ora della confessione 「告白の時間」 - Kokuhaku no Jikan                               | 21 aprile 2016   | 20 maggio 2022 |
| 38 | L'ora del passato 「過去の時間」 - Kako no Jikan                                         | 28 aprile 2016   | 20 maggio 2022 |
| 39 | L'ora dello scisma 「分裂の時間」 - Bunretsu no Jikan                                    | 5 maggio 2016    | 27 maggio 2022 |
| 40 | L'ora del risultato 「結果の時間」 - Kekka no Jikan                                      | 12 maggio 2016   | 27 maggio 2022 |
| 41 | L'ora dello spazio 「宇宙の時間」 - Uchū no Jikan                                        | 19 maggio 2016   | 3 giugno 2022  |
| 42 | L'ora di San Valentino 「バレンタインの時間」 - Barentain no Jikan                       | 26 maggio 2016   | 3 giugno 2022  |
| 43 | L'ora della fiducia 「信頼の時間」 - Shinrai no Jikan                                    | 2 giugno 2016    | 10 giugno 2022 |
| 44 | L'ora di buon compleanno 「ハッピーバースデイの時間」 - Happī Bāsudei no Jikan           | 9 giugno 2016    | 10 giugno 2022 |
| 45 | L'ora del boss finale 「ラスボスの時間」 - Rasubosu no Jikan                             | 16 giugno 2016   | 17 giugno 2022 |
| 46 | L'ora del diploma 「卒業の時間」 - Sotsugyō no Jikan                                     | 23 giugno 2016   | 17 giugno 2022 |
| 47 | L'ora del futuro 「未来の時間」 - Mirai no Jikan                                         | 30 giugno 2016   | 24 giugno 2022 |

### OAV
| Nº  | Titolo italiano (traduzione letterale) Giapponese 「Kanji」 - Rōmaji     | Prima edizione  | Prima edizione |
| Nº  | Titolo italiano (traduzione letterale) Giapponese 「Kanji」 - Rōmaji     | Giapponese      |                |
| OAV | Assassination Classroom Jump Festa 2013 「暗殺教室」 - Ansatsu kyōshitsu | 6 ottobre 2013  |                |
| 0   | L'ora dell'incontro 「出会いの時間」 - Deai no jikan                     | 9 novembre 2014 |                |

## Home video
Gli episodi di Assassination Classroom sono stati raccolti in otto volumi BD/DVD che sono stati distribuiti in Giappone per il mercato home video tra il 27 marzo e il 30 ottobre 2015.
| Volume | Episodi | Data di pubblicazione |
| ------ | ------- | --------------------- |
| 1      | 1–2     | 27 marzo 2015         |
| 2      | 3–5     | 24 aprile 2015        |
| 3      | 6–8     | 29 maggio 2015        |
| 4      | 9–11    | 26 giugno 2015        |
| 5      | 12–14   | 31 luglio 2015        |
| 6      | 15–17   | 28 agosto 2015        |
| 7      | 18–20   | 25 settembre 2015     |
| 8      | 21–22   | 30 ottobre 2015       |

Gli episodi della seconda stagione, sono stati raccolti a loro volta, in otto BD/DVD pubblicati dal 25 marzo al 28 ottobre 2016.
| Volume | Episodi | Data di pubblicazione |
| ------ | ------- | --------------------- |
| 1      | 1–3     | 25 marzo 2016         |
| 2      | 4-6     | 29 aprile 2016        |
| 3      | 7-9     | 27 maggio 2016        |
| 4      | 10-12   | 24 giugno 2016        |
| 5      | 13-15   | 29 luglio 2016        |
| 6      | 16-18   | 26 agosto 2016        |
| 7      | 19-21   | 30 settembre 2016     |
| 8      | 22-25   | 28 ottobre 2016       |